# عائشة الكيلاني
عائشة الكيلاني (28 فبراير 1954 -)، ممثلة مصرية.

## عنها
ممثلة كوميدية من جيل الثمانينيات، اشتهرت بأدوار المرأة محدودة الجمال، خفيفه الظل، التي تقبل كل شيء بصدر رحب، عملت بين التلفزيون والمسرح والسينما، عملت في مسرحيات عديدة منها: البرنسيسة، وفي المعهد من المسلسلات عصفور النار، والبحث عن عروسه. حصلت على بكالوريوس المعهد العالي للخدمة الاجتماعية عام 1976، وبكالوريوس المعهد العالي للفنون المسرحية قسم التمثيل عام 1987.

## أعمالها

### الافلام
- سمك لبن تمر هندي (1988)
- الشيطانة التي أحبتني (1990)
- المطب (1990)
- ثلاثة على واحد (1990)
- جريمة إلا 1/4 (1990)
- سيداتي آنساتي (1990)
- شوادر (1990)
- كيد العوالم (1991)
- أي أي (1992)
- الإرهاب والكباب (1992)
- لولاكي (1993)
- المنسي (1993)
- لصوص خمس نجوم (1993)
- ليلة القتل (1994)
- الراية حمرا (1994)
- وداعا للعزوبية (1995)
- الأنثى والدبور (1998)
- كونشرتو في درب سعادة (2000)

### المسلسلات
- العطاروالسبع بنات (2002)
- مسلسل اربيسك
- حد السكين (2003)
- شيكورونة (1999)
- حكايات مجنونة (1995)
- عمر بن عبد العزيز (1995)
- لن أمشي طريق الأمس (1994)
- اليقين (1989)
- رأفت الهجان
- فوازير ألف ليله وليله (1987)
- الفرسان
- إسماعيل ياسين - أبو ضحكة جنان، بدور جدة إسماعيل ياسين (2009)

## وصلات خارجية
- عائشة الكيلاني على موقع الدهليز
- عائشة الكيلاني على موقع قاعدة بيانات الأفلام العربية